# Ischnomerus
Ischnomerus är ett släkte av skalbaggar. Ischnomerus ingår i familjen Brentidae.
Kladogram enligt Catalogue of Life:
| Ischnomerus | \| \| Ischnomerus erythroderes \| \| \| \| \| \| Ischnomerus linearis \| \| \| \| |
|             | \| \| Ischnomerus erythroderes \| \| \| \| \| \| Ischnomerus linearis \| \| \| \| |
|             | Ischnomerus erythroderes                                                          |
|             |                                                                                   |
|             | Ischnomerus linearis                                                              |
|             |                                                                                   |